# Новенькое (Крым)
Но́венькое (до 1948 года Аранко́й; укр. Новеньке, крымскотат. Aranköy, Аранкой) — село в Бахчисарайском районе Республики Крым, входит в состав Долинненского сельского поселения (согласно административно-территориальному делению Украины — Долинненского сельского совета Бахчисарайского района Автономной Республики Крым).

## Население
| 2001 | 2014 |
| ---- | ---- |
| 511  | ↗563 |

Всеукраинская перепись 2001 года показала следующее распределение по носителям языка
| Язык             | Процент |
| ---------------- | ------- |
| крымскотатарский | 64.58   |
| русский          | 24.07   |
| украинский       | 10.18   |
| другие           | 0.2     |

### Динамика численности
| - 1864 год — 22 чел. - 1889 год — 5 чел. - 1926 год — 369 чел. - 1939 год — 245 чел. | - 1989 год — 192 чел. - 2001 год — 511 чел. - 2009 год — 555 чел. - 2014 год — 563 чел. |

## Современное состояние
Село являлось частью богатейшего когда-то колхоза Победа (после распада колхоза на его месте образовано несколько сельскохозяйственных ООО). В Новеньком 3 улицы, площадь, занимаемая селом, 35 гектаров, на которой в 296 дворах, по данным сельсовета на 2009 год, числилось 555 жителей. Действуют Дом культуры, мечеть «Аранкой джамиси». Новенькое связано автобусным сообщением с Бахчисараем, Севастополем и Симферополем.

## География
Новенькое расположено в центральной части района, на правом берегу реки Кача, в среднем течении, возле впадения притока реки Чурук-Су, в долине между Внешней и Внутренней грядами Крымских гор. Через Новенькое проходит шоссе 35Н-068, связывающее автодорогу 35Р-001 (Симферополь — Севастополь) с селом Долинное (по украинской классификации — С-0-10230 и Н-06). Расстояние до Бахчисарая примерно 7 километров (по шоссе), до Симферополя около 38 километров. Ближайшие железнодорожные станции — Сирень — в 6,5 км и платформа 1501 км — примерно в 2 километрах, высота центра села над уровнем моря 92 м.

## Название
Историческое название села Аранкой, хотя изначально оно называлось Арамкой. Кой по-крымскотатарски село, а слово арам (от араб. حرام‎) первоначально означавшее «запретный» со временем приобрело негативную окраску и значения «нечистый», «грязный», «корыстный». Вероятно, такое название появилось из-за того, что во времена ханства здешние сады принадлежали армянам, выселенных в 1778 году в Приазовье.  Из-за этого название села было изменено жителями на созвучное Аранкой (аран в переводе означает «сарай»).

## История
В Камеральном описании Крыма 1784 года названы две деревни Бакче-сарайскаго кадылыка бакчи-сарайскаго каймаканства: Харам-киой и Другой Харам-киой — видимо, приходы-маале большой деревни. Сразу после присоединения Крыма к России (8) 19 апреля 1783 года, население, вследствие эмиграции крымских татар в Турцию, покинуло деревни и опустевшие окрестные земли были дарованы графу Мордвинову (по сведениям 1810 года в имении не было ни одного жителя-татарина).
В Ведомости о всех селениях, в Симферопольском уезде состоящих… 1805 года деревня не упомянута и на военно-топографической карте генерал-майора Мухина 1817 года Арамкой обозначен как пустующий. Но уже в 1836 году появляется деревня Русский Аранкой с 12 дворами, а на карте 1842 года — просто Русский Аранкой без указания числа дворов, следовательно, в эти годы пустующую деревню заселили крестьянами из России. В «Списке населённых мест Таврической 

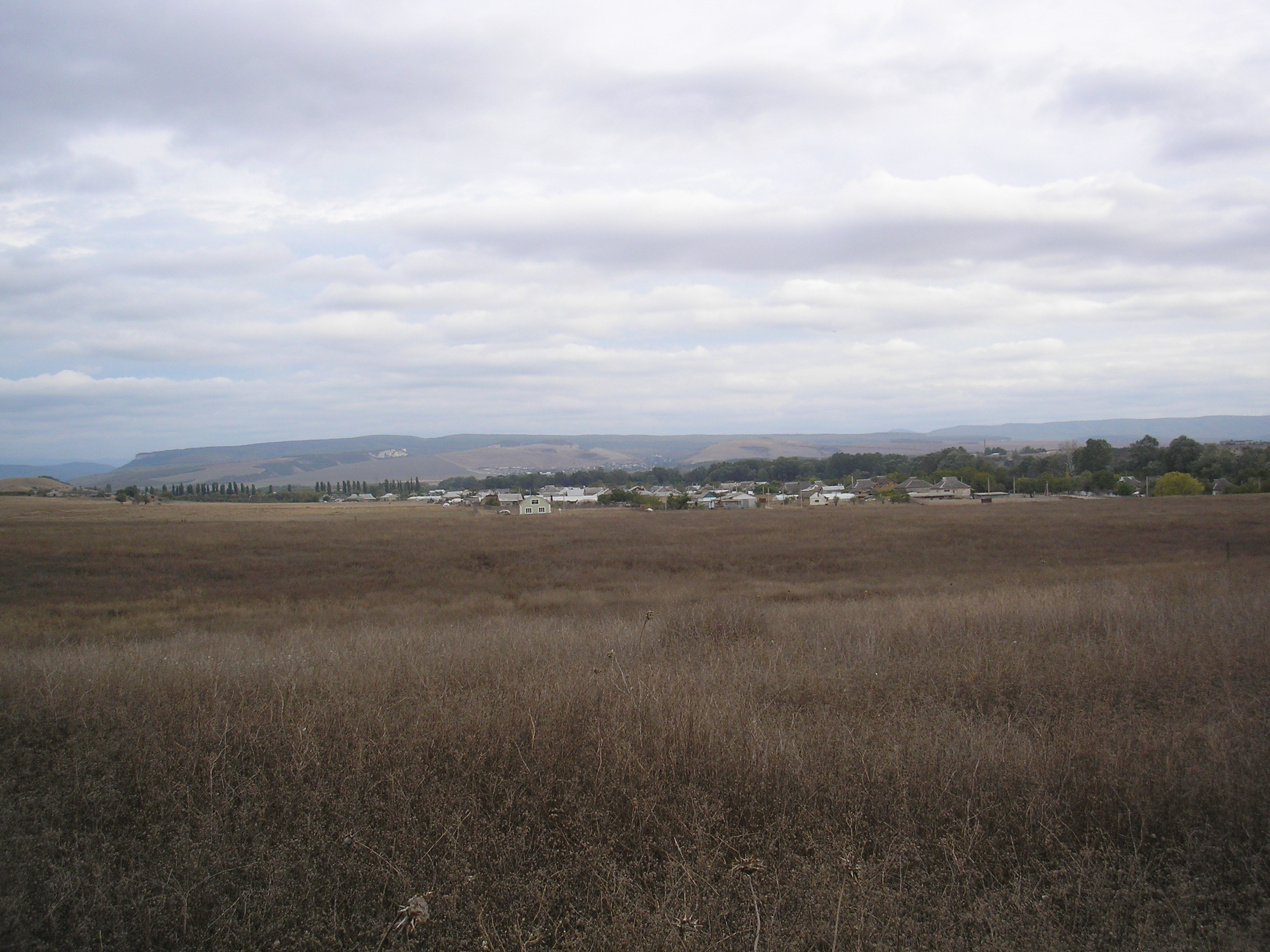
Общий вид с запада

губернии по сведениям 1864 года», где Аранкой также назван Верхне-Михайловка, указано, что это владельческая дача, с 4 дворами, 22 жителями и водяной мельницей при реке Каче. На трёхверстовой карте Шуберта 1865—1876 года обозначен Русский Аранкой с 2 дворами. Хотя поселение находилось на территории Дуванкойской волости Симферопольского уезда, ещё в 1889 году Аранкой, с 2 домами и 5 жителями, не был приписан ни к одной волости, а на верстовой карте 1890 года деревни вообще нет, обозначено просто урочище Аранчи. Позже место всё же заселили, в 1920-х годах в селе открыли русскую школу.
После установления в Крыму Советской власти, по постановлению Крымревкома от 8 января 1921 года была упразднена волостная система и село вошло в состав Бахчисарайского района Симферопольского уезда (округа), а в 1922 году уезды получили название округов. 11 октября 1923 года, согласно постановлению ВЦИК, в административное деление Крымской АССР были внесены изменения, в результате которых был создан Бахчисарайский район и село включили в его состав. Согласно Списку населённых пунктов Крымской АССР по Всесоюзной переписи 17 декабря 1926 года, в селе Аранкой, Топчикойского сельсовета Бахчисарайского района, имелось 99 дворов, из них 98 крестьянских, население составляло 369 человек (170 мужчин и 100 женщин). В национальном отношении учтено 183 татарина, 156 русских, 15 украинцев, 10 греков, 1 белорус, 1 немец, 3 записаны в графе «прочие», действовала русская школа, но на довоенных топокартах — километровой Генштаба Красной армии 1941 года и двухкилометровке РККА 1942 года на месте Аранкоя обозначались безымянные строения. При этом, по данным всесоюзная перепись населения 1939 года в селе проживало 245 человек.
В 1944 году, после освобождения Крыма от фашистов, согласно Постановлению ГКО № 5859 от 11 мая 1944 года, 18 мая крымские татары были депортированы в Среднюю Азию. 12 августа 1944 года было принято постановление № ГОКО-6372с «О переселении колхозников в районы Крыма» по которому в район планировалось переселить 6000 колхозников и в сентябре 1944 года в район приехали первые новосёлы (2146 семей) из Орловской и Брянской областей РСФСР, а в начале 1950-х годов последовала вторая волна переселенцев из различных областей Украины. С 25 июня 1946 года Аранкой в составе Крымской области РСФСР. Указом Президиума Верховного Совета РСФСР от 18 мая 1948 года деревню Аранкой переименовали в Новенькое. 26 апреля 1954 года Крымская область была передана из состава РСФСР в состав УССР. Время переподчинения упразднённому впоследствии Подгородненскому сельсовет пока не установлено: на 15 июня 1960 года Новенькое уже числилось в его составе, как и на 1968 год. На 1 января 1977 года село уже в Долинненском сельсовете. По данным переписи 1989 года в селе проживало 192 человека. С 12 февраля 1991 года село в восстановленной Крымской АССР, 26 февраля 1992 года переименованной в Автономную Республику Крым. С 21 марта 2014 года в составе Крыма аннексировано Россией.
На кладбище села похоронен Игорь Клименков (1934—2006) — советский актёр, наиболее известный как исполнитель роли мальчика-пажа в фильме «Золушка» 1947 года.